# الولايات المتحدة من آل
الولايات المتحدة من آل (بالإنجليزية: United States of Al) هو مسلسل تلفزيوني أمريكي أنشأه ديفيد جويتش وماريا فيراري. يقوم ببطولته أدهير كاليان وباركر يونغ, مع إليزابيث ألدرفر، كيلي غوس، دين نوريس, وفرح ماكنزي في الأدوار الداعمة. المسلسل يتبع آل (كاليان), مترجم من أفغانستان الذي ينتقل إلى كولومبوس, أوهايو مع صديقه رايلي (يونغ), وهو من قدامى المحاربين في مشاة البحرية الأمريكية. تنفيذي من إنتاج تشاك لوري, تم إنتاجه وتوزيعه بواسطة شركة وارنر براذرز. استوديوهات التلفزيون.
تم الإعلان عن طيار تلفزيوني للمسلسل في تشرين الأول 2019, مع بدء الإنتاج في العام التالي. في نوفمبر 2020, أعطت سي بي إس المشروع أمرًا متسلسلًا وجدولته للعرض الأول في 1 نيسان 2021. تم إصدار فيلم الولايات المتحدة من آل لمراجعات مختلطة, وقد تم انتقاده بسبب روح الدعابة, واستخدام المجازات القديمة, واختيار ممثل هندي للعب دور البطولة الأفغانية بلهجة غير أصلية. ومع ذلك, أشاد البعض بالعرض لمحاولاته تنويع التلفزيون, والتمثيل الثقافي لشخصيته الرئيسية. في حفل توزيع جوائز الإيمي برايم تايم الثالث والسبعون ‏, تلقت الحلقة التجريبية ترشيحًا لتصميم الإنتاج المتميز لبرنامج روائي.
في أيار 2021, تم تجديد المسلسل للموسم الثاني المكون من 13 حلقة, ومن المقرر أن يتم العرض الأول في 7 تشرين الأول 2021.

## فرضية
تدور أحداث المسلسل حول الصداقة بين رايلي, وهو محارب قديم, وأوالمير (آل), وهو مترجم من أفغانستان ساعد الأول أثناء خدمته في مشاة البحرية. بينما يعيدون التكيف مع حياتهم الطبيعية في كولومبوس بولاية أوهايو, ينتقل آل للعيش مع رايلي ويلتقي بوالده آرت. علم لاحقًا أن رايلي يمر بالطلاق من زوجته فانيسا, التي تحت رعاية ابنتهما الوحيدة هازل. في محاولة لمساعدة صديقه, الذي يتعامل أيضًا مع اضطراب ما بعد الصدمة, قرر آل جعل مهمته هي إعادة رايلي وفانيسا معًا.

## الممثلين والشخصيات

### الأساسيون
- أدهير كاليان بدور أوالمير كريمي, مترجم من أفغانستان (ولد في قندهار وانتقل إلى كابول) والذي يذهب أيضًا إلى آل
- باركر يونغ بدور رايلي, وهو من قدامى المحاربين في مشاة البحرية يحاول إعادة التكيف مع الحياة المدنية في أوهايو
- إليزابيث ألدرفر بدور ليزي, ابنة آرت والأخت الصغرى لرايلي
- كيلي غوس بدور فانيسا, زوجة رايلي المبعثرة والقائمة على رعاية ابنتهما
- دين نوريس بدور آرت, وهو من قدامى المحاربين ووالد رايلي وليزي
- فرح ماكنزي في دور هازل وابنة رايلي وفانيسا[ا]

### المكررون
- برايان توماس سميث بدور فريدي, صديق فانيسا الكندي
- راشيل باي جونز بدور لويس, مصلحة الحب الجديدة لآرت

### الزوار
- باتريك كيج في دور مايكل, خطيب ليزي الراحل[5]
- زرمينا حميدي بدور جول بشرا, والدة آل الصارمة[6]
- والي حبيب مثل الزبير, ابن عم آل[7]
- سيتارا عطاي بدور حسينة, أخت آل[8]
- سوزان روتان بدور السيدة. فوستر, جار آل[8]
- ريكي ليندهوم بدور كلوي, مدير بيع سيارات يبيع Al a car[9]
- أزيتا غنيزادة بدور أريانة, ابنة قاسم[10]
- والي زدران بدور قاسم, صاحب مطعم الزيارات[10]
- نيكي كروفورد بدور باربرا, تاريخ الفن[11]
- باتريك فيشلر بدور كلينت, عميل وقح[12]

## روابط خارجية
- الموقع الرسمي
علىسي بي إس
- الولايات المتحدة من آل  في قاعدة بيانات الأفلام على الإنترنت (بالإنجليزية)